# Faster Than the Speed of Night (singolo)
Faster Than the Speed of Night è un singolo della cantante gallese Bonnie Tyler, pubblicato nel 1983 ed estratto dall'album omonimo Faster Than the Speed of Night.
Il brano è stato scritto e coprodotto da Jim Steinman.

## Tracce
- 7"

1. Faster Than the Speed of Night — 3:30
2. Gonna Get Better — 3:06